# Chée
Sông Chée (tiếng Pháp: la Chée) là một con sông dài 64,7 km ở các tỉnh Meuse và Marne đông bắc Pháp. Sông bắt nguồn ở Barrois, gần Marat-la-Grande, một làng thuộc Les Hauts-de-Chée. Nhìn chung sông chảy theo hướng tây nam.

## Các tỉnh và xã nằm dọc sông
Theo thứ tự từ nguồn nguồn đến cửa sông: 
- Meuse: Les Hauts-de-Chée, Rembercourt-Sommaisne, Louppy-le-Château, Villotte-devant-Louppy, Laheycourt, Noyers-Auzécourt, Nettancourt, Brabant-le-Roi, Revigny-sur-Ornain
- Marne: Vroil, Bettancourt-la-Longue, Alliancelles, Heiltz-le-Maurupt, Jussecourt-Minecourt, Heiltz-l'Évêque, Outrepont, Changy, Merlaut, Vitry-en-Perthois